# Zeche Gute Hoffnung (Sprockhövel)
Die Zeche Gute Hoffnung  in Sprockhövel (Ortsteil Haßlinghausen) ist ein ehemaliges Steinkohlenbergwerk. Die Zeche war auch unter dem Namen Zeche auff gutte Hoffnungh bekannt.

## Bergwerksgeschichte
Im Jahr 1643 wurde durch Cordt Stock ein Stollen am Weyershauser Bach im Halloer Grund angesetzt. Der Stollen wurde in östlicher Richtung aufgefahren. In einer Entfernung von 700 Fuß vom  Stollenmundloch wurde eine Kohlenbank vermutet. Am 1. Oktober desselben Jahres wurde die Mutung eingelegt. Am 16. Oktober des Jahres 1645 wurde das Bergwerk durch Diederich von Diest belehnt. Nach der Belehnung wurde die Auffahrung bei einer Stollenlänge von 700 Fuß eingestellt. Grund für die Einstellung der Auffahrung waren die zu dieser Zeit herrschenden Kriegswirren. Zu diesem Zeitpunkt waren es noch 60 Fuß bis zur Kohlenbank. Am 12. Februar 1650 wurde der Betrieb wieder aufgenommen. Danach fehlen weitere Angaben über die Zeche Gute Hoffnung.